# Avoti
Avoti es un barrio de la ciudad de Riga, Letonia.

## Superficie
Posee una superficie de 1,815 kilómetros cuadrados (181,5 hectáreas).

## Población
Hasta 2021 presentaba una población de 17 602 habitantes, con una densidad de población de 9698,07 habitantes por kilómetro cuadrado.

## Transporte

### Rutas
- Autobús: 3, 5, 6, 13, 20, 47, 50, 51, 52.[1]
- Trolebús: 1, 11, 13, 18, 22, 23.[1]
- Autobús expreso: 338, 370.[1]